# Ley de Sustancias Controladas (Estados Unidos)
La Ley de Sustancias Controladas (Controlled Substances Act - CSA) fue promulgada por el Congreso de los Estados Unidos como el Título II de la Ley de Control y Prevención Comprensiva del Abuso de Drogas de 1970 (Comprehensive Drug Abuse Prevention and Control Act of 1970). El CSA es la base legal por la cual la manufactura, importación, posesión y distribución de ciertas drogas están reguladas por el gobierno federal de los Estados Unidos. El Acta también ha servido como la base de la legislación que permite la implementación nacional para la Convención Única sobre Estupefacientes de 1961. 
La legislación creaba cinco categorías (clasificaciones), con calificativos variables para que una droga sea incluida en cada una de ellas. Dos departamentos federales, el Departamento de Justicia de los Estados Unidos y el Departamento de Salud y Servicios Humanos de los Estados Unidos, el cual incluye a la Administración de Alimentos y Medicamentos (Food and Drug Administration) determinan cual de las drogas son adicionadas o retiradas de las diferentes categorías, pese a que el estatuto fue aprobado por el Congreso creando el listado inicial. Las decisiones de clasificación son requeridas para establecer los criterios de abuso potencial de la droga, el uso médico de la droga aceptado en los Estados Unidos y los aspectos potenciales de originar adicción.
El Departamento de Justicia es también la agencia ejecutiva a cargo del cumplimiento de la ley federal en los Estados Unidos. Los gobiernos estatales también regulan ciertas drogas no controladas a un nivel federal.

## Autoridad ejecutiva
Los procedimientos para adicionar, eliminar, o cambiar la lista de una droga u otra sustancia puede ser iniciada por la DEA (Administración Ejecutiva de Drogas), el Departamento de Salud y Servicios Humanos de los Estados Unidos (HHS), o por pedido de alguna de las partes interesadas, incluyendo el fabricante de una droga, una sociedad o asociación médica, una asociación farmacéutica, o un grupo de interés público preocupado por el abuso de la droga, una agencia gubernamental local o estatal, o un ciudadano en forma individual. Cuando una petición es recepcionada por la DEA, la agencia inicia su propia investigación acerca de la droga en cuestión.
La DEA también podría iniciar una investigación de una droga en cualquier momento basado en información recibida de otros laboratorios, agencias ejecutivas estatales o locales y agencias regulatorias, u otras fuentes de información.
Una vez que la DEA ha recolectado la suficiente información, el administrador de la DEA, por la autoridad del Fiscal General de los Estados Unidos, solicita al HHS una evaluación y recomendación médica y científica para evaluar si la droga o sustancia deben ser controladas o retiradas de dicho control. Este pedido es enviado al Secretario Asistente de Salud del HHS. Entonces, el HHS solicita información del Comisionado de la Administración de Alimentos y Medicamentos (FDA) y evaluaciones y recomendaciones del Instituto Nacional sobre el Abuso de Drogas (National Institute on Drug Abuse) , en ocasiones, y a la larga desde la comunidad médica y científica. El Asistente del Secretario, por la autoridad del Secretario, compila la información y la retorna a la DEA una evaluación científica y médica correspondiente a la droga u otra sustancia, una recomendación que indica si la droga debe ser controlada, y en que lista o programación debe ser colocada.
Las evaluaciones médicas y científicas son asociadas al DEA con respecto a cuestiones científicas y médicas. La recomendación sobre el programa está asociada solo a la extensión de que si el HHS recomienda que la sustancias esté controlada, el DEA no podrá controlar la sustancia.
Una vez que el DEA ha recibido la evaluación científica y médica del HHS, el administrador de DEA evaluará todos los datos disponibles y tomará una decisión final de si propone que la droga u otra sustancia esté controlada y en qué planificación debe ser colocada.
Bajo ciertas circunstancias, el Gobierno puede temporalmente programar una droga sin seguir el procedimiento normal. Un ejemplo es cuando los tratados internacionales requieren el control de una sustancia. Además, la ley 21 de la constitución de EE. UU. permite al abogado general del Estado a colocar la sustancia temporalmente en el Programa I "evitar un riesgo inminente a la salud pública". Treinta días de notificación son necesarios antes de que esta orden pueda ser emitida y el programa expira después de un año. Sin embargo, el periodo se puede extender seis meses si los procedimientos reglamentarios que permanentemente programan las drogas están en progres, En cualquier caso, una vez estos procedimientos están completos, el orden temporal es automáticamente desalojados.
El CSA también crea un sistema cerrado de distribución para que las personas autorizadas manejen las sustancias controladas. La piedra angular de este sistema es el registro de todos los autorizados por el DEA para manejar sustancias controladas. Todos los individuos y firmas que están registrados son necesarios para mantener inventarios completos y precisos y registros de todas las transacciones involucrando sustancias controladas, así como la seguridad para el almacenamiento de sustancias controladas.

## Historia
Desde su promulgación en 1970, el Acta ha sido enmendada varias veces:
- El Acta de Substancias Psicotrópicas de 1978 añadió provisiones a la Convención sobre sustancias psicotrópicas.
- Las Enmiendas al Acta de Penas sobre Substancias Controladas de 1984.
- El Acta del Tráfico y la Diversión Química de 1988 añadió provisiones implementando la Convención de las Naciones Unidas contra el Tráfico Ilícito de Estupefacientes y Sustancias Sicotrópicas.
- El Acta de Control y Diversión Química Doméstica de 1993.
- El Acta Federal Análogo.

## Legislación internacional
Los fallos del congreso del Artículo 21 del Código de los Estados Unidos 801/7, 801/2a y 801/3a dicen que el mayor propósito del CSA es "permitir a Estados Unidos cumplir todas sus obligaciones" bajo tratados internacionales, específicamente, la Convención Única sobre Estupefacientes de 1961 y la Convención sobre sustancias psicotrópicas de 1971. La CSA tiene muchas semejanzas a estas Convenciones. La CSA y los tratados propusieron un sistema para clasificar sustancias controladas en varias planificaciones de acuerdo con los hallazgos científicos y médicos de la autoridad de salud pública. Bajo la 811 de la CSA, en la que la autoridad es la Secretaría de Salud y Servicios Humanos (HHS). Bajo el Artículo 3 de la Convención Única y el Artículo 2 de la Convención sobre sustancias sicotrópicas, la OMS es esa autoridad.
Una provisión para la conformidad automática con las obligaciones de los tratados se encuentra en la ley 811, que también establece mecanismos para enmendar el control de drogas internacional correspondiente con los hallazgos del HHS en cuestiones médicas y científicas. Si el control de una sustancia es un mandato de la Convención única, se necesita que el Abogado General "emita una orden de control de tal droga bajo la planificación que considere más apropiada para llevar a cabo tales obligaciones," sin considerar el procedimiento de planificación normal o los hallazgos de la Secretaría del HHS. Sin embargo, la Secretaría tiene una gran influencia sobre cualquier propuesta de planificación de drogas de la Convención Única, porque el 811d2 concede a la Secretaría el poder de "evaluar la propuesta y suministrar una recomendación a la Secretaría de Estado que estará enlazada con el representante de EE. UU. en discusiones y negociaciones relacionadas con la propuesta."
De forma similar, si la Comisión sobre Drogas Narcóticas de las Naciones Unidas añade o transfiere una substancia a una Planificación establecida por la Convención sobre Substancias Psicotrópicas, de tal manera que las regulaciones de EE. UU. actuales sobre drogas no cumplen los requisitos de los tratados, la Secretaría necesita emitir una recomendación sobre cómo la substancia debería ser planificada por la CSA. Si la Secretaría está de acuerdo con la decisión de planificación de la Comisión, puede recomendar que el Abogado General inicie los procedimientos para replanificar la droga correctamente. Si la Secretaría del HHS diverge con los controles de la ONU, sin embargo, el abogado general temporalmente colocará la droga en la Planificación IV ó V (cualquiera que cumpla los requisitos mínimos del tratado) y excluir la substancia de cualquier regulación no obligada por el tratado, mientras que la Secretaría necesita pedir que la Secretaría de Estado de los Estados Unidos entre en acción, a través de la Comisión o el Consejo Económico y Social de las Naciones Unidas, para eliminar la droga del control internacional o transferirla a una planificación diferente bajo la Convención. La planificación temporal expira tan pronto como el control no necesite cumplir más las obligaciones de los tratados internacionales.
Esta provisión fue apelada en 1984 para colocar el Rohypnol (flunitrazepam) en la Planificación IV. La droga no cumplía por entonces los criterios del Acta de Substancias Controladas para la planificación. Sin embargo, se necesitaba el control por la Convención sobre substancias psicotrópicas. En 1999, un oficial de la FDA explicó al Congreso:
El Rohypnol no está aprobado o disponible para uso médico en EE. UU., pero está temporalmente controlado en la Planificación IV según la obligación de un tratado bajo la Convención sobre Substancias Psicotrópicas de 1971. En el momento, el flunitrazepam fue colocado temporalmente en la Planificación IV el 5 de noviembre 5 de 1984, no había ninguna prueba del abuso o el tráfico de la droga en los Estados Unidos.
El Handbook for Congress del Cato Institute solicita la revocación del CSA, una acción que casi haría que los Estados Unidos entren en conflicto con la legislación internacional. La excepción se podría producir si EE. UU. reclamara que las obligaciones del tratado violan la Constitución de los Estados Unidos. Muchos artículos en estos tratados, como el Artículo 35 y el de la Convención única - son precedidos con frases como "Habiendo considerado los deberes de sus sistemas constitucionales, legales y administrativos, las Partes tendrán que..." o "Sujeto a sus limitaciones constitucionales, cada Parte tendrá que..." De acuerdo con el anterior Jefe de Reducción de Demandas del Programa de Control de Drogas de Naciones Unidas, Cindy Fazey, "Esto ha sido utilizado por parte de EE. UU. no para implementar parte del artículo 3 de la Convención de 1988, que previene a incitar a otros a utilizar narcóticos o psicotrópicos, basándose en que esto estaría contraviniendo sus enmiendas constitucionales garantizando la libertad de expresión". 

## Clasificaciones
Las listas siguientes sólo incluyen ejemplos.
Los hallazgos que el gobierno tiene que realizar para clasificar una droga en una cierta planificación son especificados en el artículo 812b. La clasificación específica de cualquier droga dada es normalmente una fuente de controversia, ya que es el propósito y la efectividad de todo el esquema regulatorio.
El tabaco, la cerveza, el vino y los licores están explícitamente fuera del Acta de Substancias Controladas. Algunos han discutido que esta es una omisión importante, ya que el alcohol y el tabaco son las dos drogas de las que se abusa más ampliamente en EE. UU.  y no tienen uso médico aceptado. La cafeína no está tampoco en la lista, aunque es un psicotrópico y técnicamente cumple los requisitos para la planificación IV o V: frecuentemente se abusa de ella y puede conducir a una dependencia física limitada.
La colocación de algunas drogas es paradójica: la morfina y el fentanilo están en la Planificación II y la heroína en la Clasificación I. El fentanilo tiene aproximadamente 80 veces la potencia de la morfina y la heroína está entre ellas. Claramente, la morfina ha sido utilizada por los médicos durante más de 150 años. Es muy adictiva, pero es muy efectiva para dolores graves, con lo que tiene licencia para uso médico cuidadoso. La heroína fue introducida a finales del siglo XIX y tuvo la misma licencia hasta que fue completamente prohibida en 1924. El fentanilo ha sido utilizado durante menos de 50 años y siempre ha sido cuidadosamente restringido. 
El dextrometorfano (DXM), una droga encontrada en muchos medicamentos sin receta para la tos, es también explícitamente exento de planificación bajo la versión original de 1970 del CSA. Sin embargo, el DEA ha notado que se abusa del DXM recreacionalmente como un anestésico disociativo similar al PCP o la ketamina. El DXM es, por tanto, listado como una sustancia química de preocupación y se está considerando para una posible evaluación para planificación.

### Clasificación I
Hallazgos requeridos:
(A) La droga u otra sustancia tiene un alto potential para el abuso.
(B) La droga u otra sustancia no tiene actualmente ningún uso médico aceptado en tratamiento en los Estados Unidos.
(C) Hay una ausencia de seguridad aceptada para el uso de la droga u otra substancia bajo supervisión médica.
No se puede escribir ninguna prescripción para substancias de la Planificación I y las cuotas de producción de tales substancias están reguladas por la DEA.
Bajo la interpretación de la DEA del CSA, una droga necesariamente no tiene que tener el mismo potencial de abuso de la heroína o la cocaína para merecer su colocación en la Planificación I (de hecho, la cocaína está actualmente en la Planificación II debido a su uso médico limitado):
Cuando se discute una droga que está actualmente listada en la Planificación I, si es indiscutible que tal droga no está actualmente aceptada para uso médico en tratamientos en EEUU y una ausencia de seguridad para el uso bajo supervisión médica y es indiscutible que la droga al menos tiene algún potencial para el abuso suficiente para garantizar el control bajo el CSA, la droga tiene que permanecer en la Planificación I. En tales circunstancias, la colocación de la droga en las Planificaciones II a V entraría en conflicto con el CSA ya que tal droga no cumpliría el criterio de "un uso médico actualmente aceptado en tratamientos en los Estados Unidos." 21 USC 812(b).
Por primera vez las sentencias, los delincuentes convictos no-violentos de tráfico en la Planificación I pueden fácilmente volverse en sentencias vivas de facto cuando múltiples ventas son perseguidas en un caso. Sentencias para delincuentes violentos son mucho mayores.
Las drogas en esta clasificación incluyen:
- Ácido gamma-hidroxibutírico, que se ha utilizado como anestésico general con mímimos efectos secundarios y acción controlada pero en un rango de dosificación segura limitado. Fue colocado en la Planificación I en marzo de 2000 después del uso recreational extendido. Únicamenente, esta droga está también limitada en la Planificación III para usos limitados, bajo la marca Xyrem.
- 12-Metoxiibogamina (ibogaína), que se ha utilizado en tratamientos de adición de opiáceos y psicoterapia.
- Cannabis (incluye tetrahidrocanibinoles encontrados en marihuana, hachís, y aceite de hachís). La polémica existe por su colocación en la Planificación I.
- Dimetiltriptamina (DMT), que se encuentra en pequeñas cantidades en el cerebro humano pero es farmacológicamente activa en grandes cantidades.
- Heroína (diacetilmorfina), que es utilizada en gran parte de Europa como un potente mitigador del dolor en pacientes de cáncer terminal. (Es unas dos veces más potente, por peso, que la morfina.)
- Otros fuertes opiáceos y opioides utilizados en muchos otros países, o incluso en EE. UU. en décadas anteriores para la paliación del dolor de moderado a grave como la nicomorfina (Vilan), la dextromoramida (Palfium), la cetobemidona (Ketalgin), la dihidromorfina (Paramorfan), la piritramida (Dipidolor), la diacetildihidromorfina (Paralaudin), la dipipanona (Wellconal), la fenadoxona (Heptalgin) y muchos otros.
- Opioides débiles utilizados para dolor moderado, diarrea y tos como la benzilmorfina (Peronina), la nicocodeina (Tusscodin), el tebacon, la tilidina (Valoron), el meptazinol (Meptid), el propiram (Algeril), la acetildihidrocodeina y otras.
- MDMA (3,4-metilenedioximetanfetamina, Extasis), que continúa utilizándose médicamente, principalmente en el tratamiento del trastorno por estrés postraumático (aprobado por la FDA para el uso del PTSD en 2001). La comunidad médica originalmente estuvo de acuerdo en colocarla como una substancia de la Planificación III, pero el gobierno denegó esta sugerencia, a pesar de dos decisiones de los tribunales por las que la ley administrativa de la DEA juzga que colocar el MDMA en la Planificación I era ilegal. Fue temporalmente desplanificada después de la primera vista administrativa el 22 de diciembre de 1987 hasta el 1 de julio de 1988.[10]
- Psilocibina, el ingrediente activo en hongos psilocibios.
- 5-MeO-DIPT (Foxy / Foxy Metoxy / 5-metoxy-n, n-diisopropiltriptamina).
- LSD (ácido lisérgico), que históricamente se ha utilizado para tratar el alcoholismo y otras adicciones, ayudó a parar cefaleas en racimo y se ha demostrado que es útil para tratar la esquizofrenia, enfermedades bipolares, autismo de la infancia y otros trastornos psicológicos.
- Peyote, un cactus que crece en la naturaleza principalmente en el noreste de México, una de las pocas plantas específicamente planificadas, que tiene una breve excepción a su estatus ilegal por uso religioso por los miembros de la Iglesia nativa americana.
- Mescalina, el principal ingrediente psicoactivo de los cactus peyote, San Pedro y antorcha Peruviana.
- Metacualona (Quaalude, Sopor, Mandrax), un sedante que fue utilizado previamente para propósitos similares que los barbitúricos, hasta que fue replanificado.
- 2,5-dimetoxi-4-metilanfetamina (STP / DOM), un psicotrópico alucinógeno que aumentó su consumo en 1967 en San Francisco cuando apareció en forma de píldura (conocida como "STP", en dosis tan altas como cuatro veces la cantidad que se consideraba "segura") en el mercado negro.
- Tetrahidrogestrinona (THG), un andrógeno anabólico progestegénico creado por la compañía de suplementos atléticos BALCO que fue la droga elegida por los atletas que utilizaban esteroides debido a su "invisibilidad" en pruebas de esteroides convencionales hasta 2003, cuando Trevor Graham proporcionó una muestra a la Agencia Anti-Dopaje de EE.UU., prohibido por la FDA para uso médico y añadida a la Planificación I en 2003.
- 2C-T-7 (Blue Mystic / T7)
- 2C-B (Nexus / Bees / Venus / Bromo Mescaline)
- Catinona (ß-cetoanfetamina) es una monoamina alcaloide encontrada en el arbusto Catha edulis.
- AMT (alfa-metiltriptamina)
- Bufotenina (5-OH-DMT)[11]
- Sustancias Análogas Controladas que se entienden para el consumo humano (definidas por el Acta Análoga Federal).

### Clasificación II
Hallazgos requeridos:
(A) La droga u otra sustancia tiene un alto potencial para el abuso.
(B) La droga u otra sustancia tiene un uso médico actualmente aceptado en tratamientos en EE. UU. o un uso médico actualmente aceptado con severas restricciones.
(C) El abuso de la droga u otras substancias puede llevar a una dependencia psicológica o física grave.
Estas drogas solo están disponibles bajo prescripción médica y su distribución está cuidadosamente controlada y monitorizada por la DEA. Las prescripciones orales están permitidas, excepto que la prescripción está limitada a 30 días de dosis, aunque se realizan excepciones con pacientes de cáncer, víctimas de quemaduras, etc. y las prescripciones orales para la Planificación II tienen que ser confirmadas por escrito dentro de 3 días. No se permite la renovación. También, las drogas de la Planificación II están sujetas a las cuotas de producción establecidas por la DEA. Algunas de estas drogas (destacando el Fentanylo) nunca se dan a pacientes para uso doméstico, sino que son administradas solo por médicos. El Fentanylo se puede dar a pacientes para uso doméstico en forma de parche, llamado Duragesic. La prescripción médica tiene que ser llevada en 7 días a la farmacia y la prescripción está limitada a 30 días de dosis.
Estas drogas pueden variar en potencia: por ejemplo el Fentanilo es unas 80 veces tan potente como la morfina. (La heroína es solo dos veces.)
Las drogas de esta clasificación incluyen:
- Cocaína, (utilizada como un anestésico tópico).
- Metilfenidato (Ritalin) y Dexmetilfenidato (Focalin) (utilizado en el tratamiento del Trastorno por déficit de atención con hiperactividad).
- Opio.
- Metadona (utilizada en el tratamiento de adicción a la heroína así como para el tratamiento de dolor extremo crónico).
- Oxicodona (opioide semi-sintético, ingrediente activo en el Percocet, el OxyContin y el Percodan).
- Morfina.
- Anfetamina (racémica).
- Dextroanfetamina.
- Hidromorfona (Dilaudid).
- Codeína pura y cualquier administración de droga no-parenteral conteniendo el equivalente de más de 90 mg de codeína por dosis.
- Hidrocodona pura y cualquier administración de droga no-parenteral conteniendo ningún otro ingrediente activo o más de 15 mg por dosis.
- Secobarbital (Seconal).
- Petidina.
- Fenciclidina (PCP).
- Muchos otros opioides fuertes puros agonísticos.
- Barbitúricos de corta acción, como el pentobarbital (Luminal).
- Anfetaminas, originalmente colocadas en la Planificación III pero trasladadas a la Planificación II en 1971. La Metanfetamina inyectable siempre ha estado en la Planificación II.
- Nabilona (Cesamet). Un cannabinoide sintético. Un análogo al dronabinol (Marinol) que es una droga de la Planificación III.

Muchos especulan que si la nicotina fuera planificada estaría en la Planificación II.

### Clasificación III
Hallazgos requeridos:
(A) La droga u otra sustancia tiene potencial para el abuso menor que las drogas u otras substancias en las clasificaciones I y II.
(B) La droga u otra sustancia tiene un uso médico actualmente aceptado en tratamientos en EEUU.
(C) El abuso de la droga u otra sustancia puede conducir a una dependencia moderada o físicamente baja o una dependencia psicológicamente alta.
Estas drogas están disponibles solo por prescripción, aunque el control de la distribución al por mayor es menos restrictivo que las drogas de la Planificación II. Las prescripciones para drogas de la Planificación III pueden ser emitidas cinco veces dentro de un periodo de seis meses.
Las drogas en esta clasificación incluyen:
- Esteroides anabolizantes (entre los que están las prohormonas como la androstenediona).
- Barbitúricos de acción intermedia como el talbutal o el butalbital;
- Buprenorfina.
- Dihidrocodeína, como único ingrediente activo y la droga pura.
- Dradorna
- Ketamina, una droga originalmente desarrollada como un substituto suave para la PCP (principalmente para utilizarla como anestésico humano) pero se ha vuelto popular como anestésico veterinario y pediátrico.
- Xyrem, un preparado de GHB utilizado para tratar la narcolepsia. Xyrem está en la Planificación III pero con un sistema de distribución restringido. El resto de formas del GHB están en la Planificación I.
- Hidrocodona/codeína, cuando componen un Antiinflamatorio no esteroideo (p.ej. Vicoprofene, cuando compone el ibuprofeno) o con el acetaminofeno (paracetamol) (p.ej. Vicodina / Tilenol 3).
- Marinol, una forma sintética de Tetrahidrocannabinol (THC) utilizada para tratar náuseas y vómitos causados por la quimioterapia, así como la pérdida del apetito causada por el sida.
- Paregoric.
- Floemate.
- LSA, listado como sedante, pero considerado por muchos expertos como psicodélico. Un precursor y un pariente químico del LSD. El LSA aparece naturalmente en la Rivea corymbosa, semillas de campanilla y las semillas rosa hawaiana. El LSA no se biosintetiza por el hongo ergótico Claviceps purpurea, pero se puede sintetizar por otras especies Claviceps. El LSA puede ser presentado como un artefacto en extractos de ergot.

### Clasificación IV
Hallazgos requeridos:
(A) La droga u otra sustancia tiene un bajo potencial para el abuso en relación a las drogas u otra sustancia de la Planificación III.
(B) La droga u otra sustancia tiene un uso médico actualmente aceptado en tratamientos en EE.UU.
(C) El abuso de la droga u otra sustancia puede conducir a una dependencia física limitada o a una dependencia psicológica relativa a las drogas u otras substancias de la Planificación III.
Las medidas de control son similares a la Clasificación III. Las prescripciones para las drogas de la Clasificación IV pueden ser repetidas cinco veces dentro de un periodo de seis meses.
Las drogas en esta clasificación incluyen:
- Benzodiazepinas, como el alprazolam (Xanax), el Clordiazepóxido (Librium), el diazepam (Valium), el temazepam (Restoril) (Nótese que algunos estados requieren prescripciones especialmente codificadas para el temazepam), flunitrazepam (Rohypnol) (Nótese que el Rohypnol no se utiliza médicamente en EE. UU. y algunos estados lo han colocado en la Planificación I bajo la ley estatal).
- Zolpidem (vendido en EE. UU. como Ambien).
- Dextropropoxifeno (Doloxeno) y propoxifeno (vendido en EE. UU. como Darvocet).
- Barbitúricos de larga duración como el fenobarbital.
- Algunos opioides analgésicos agonísticos, como la pentazocina (Talwin).
- Ciertos estimulantes no-anfetamínicos, como la pemolina y el pseudoestimulante modafinilo.
- Hidrato de cloral (vendido como Aquachloral), usado como sedante e hipnótico.
- Meprobamato (Miltown).
- Como se lista en la Web de Consumo de EE. UU. en la discusión del Khat, ver catina y su listado basado en la relativa frescura.[12]

### Clasificación V
Hallazgos requeridos:
(A) La droga u otra sustancia tiene un bajo potencial para el abuso en relación a las drogas u otra substancia de la Planificación IV.
(B) La droga u otra sustancia tiene un uso médico actualmente aceptado en tratamientos en EE.UU.
(C) El abuso de la droga u otra substancia puede conducir a una dependencia física limitada o a una dependencia psicológica relativa a las drogas u otras sustancias de la Planidicación IV.
Las drogas de la Clasificación V están únicamente para uso médico.
Las drogas de esta clasificación incluyen:
- Antitusivos que contienen pequeñas cantidades de codeína (p.ej., prometazina+codeína).
- Preparaciones que contienen pequeñas cantidades de opio o difenoxilato (utilizados para tratar la diarrea).
- Pregabalina (Lyrica), un anticonvulsivo y modulador del dolor.
- Pirovalerona.
- El actuador central anti-diarreico difenoxilato (Lomotil) y la difenoxina (Motofen) cuando se mezclan con atropina para hacerlo desagradable a fin de que la gente que lo consume lo escupa. De otra forma estas drogas están en la Planificación II.

### Otras provisiones
La ley federal solo tiene cinco planificaciones, pero algunos estados han añadido una "Planificación VI" para cubrir ciertas sustancias que no son drogas en el sentido convencional pero que son susceptibles de ser utilizadas como drogas recreativas. Estas incluyen el tolueno (encontrado en muchos tipos de pintura, especialmente en spray) e inhaladores similares como el óxido nitroso (o “pope”), butil nitrito y óxido nitroso (encontrado en muchos tipos de aerosoles, aunque es farmacológicamente activo, es considerado un inhalador). Muchos estados y gobiernos locales limitan la edad para la venta de productos que contienen estas sustancias.
Los fármacos que necesitan una prescripción para ser dispensados frecuentemente no están bajo el amparo del Acta de Substancias Controladas. Esta categoría incluye medicinas que solo deberían tomarse bajo control médico o que tienen interacciones dañinas con otras sustancias, pero que no se sabe que sean adictivas y no se utilizan recreacionalmente. Estas medicinas son utilizadas para tratar una amplia variedad de condiciones médicas y para tratar condiciones crónicas. 
Las drogas que requieren prescripciones algunas veces son conocidas como drogas de leyenda porque la legislación requiere etiquetas con la leyenda, "Precaución! Las leyes federales prohíben dispensarla sin prescripción."
El término drogas controladas es utilizado algunas veces para drogas planificadas por los controles adicionales que se realizan.

### Reglamento Federal de la seudoefedrina
Debido a que la pseudoefedrina está siendo utilizada en la fabricación de metanfetamina, el Congreso aprobó el Acta de Control del Precursor de la Metanfetamina que establece restricciones sobre la venta de cualquier medicina que contiene pseudoefedrina. Esta carta fue suplantada por el Acta Epidémico de Combate contra la Metanfetamina de 2005, que fue aprobado como una enmienda a la renovación del Acta Patriótica e incluía restricciones mayores y más exhaustivas sobre la venta de productos que contienen seudoefedrina. Esta ley requiere la firma del vendedor en un libro y la presentación de una fotografía de identificación válida para vender productos que contienen pseudoefedrina (PSE) de todos los minoristas.
La ley restringe a los individuos a la venta al por menor de tales productos a no más de tres paquetes o no más de nueve gramos en una transacción (9 gramos es equivalente a 300 tabletas de 30 mg estándar del descongestionante nasal Sudafed). Una violación de este estatuto constituye un delito menor. En estados donde los medicamentos OTC que contienen pseudoefedrina no están regulados, muchos minoristas, principalmente Target y Wal-Mart, han restringido su venta requiriendo ser vendidos en farmacias o servicios contados y/o con restricciones de edad. Además, las farmacéuticas como CVS y Walgreens también requieren identificaciones fotográficas y firmas para las ventas de productos que contienen PSE de acuerdo con la Ley Federal.
Antes de esto, el estado de Oregón aprobó una ley que requería una prescripción para que las farmacias dispensasen cualquier remedio para el resfriado que contuviera pseudoefedrina. También, los estados de Alabama, Arizona, Georgia, Illinois, Indiana, Iowa, Kansas, Kentucky, Míchigan, Minnesota, Misuri, Carolina del Sur, Nuevo México, Nueva Jersey, Carolina del Norte, Oklahoma, Pensilvania, Tennessee, Texas, Virginia, Wisconsin y Wyoming restringen las ventas de productos que contienen la pseudoefedrina a farmacias con licencia y requieren que los clientes muestren su identidad fotográfica y firmen en el libro de registro. California, Maryland y Maine también han promulgado grados de control de acceso a medicamentos sin receta que contienen pseudoefedrina. Esto afecta a muchos preparados que estaban previamente disponibles sin restricciones, como el Actifed, sus equivalentes genéricos, etc. Las secciones del Código de Salud y Seguridad de California 11100 y 11106 especifican las nuevas restricciones considerando la venta de drogas sin receta de productos que contienen efedrina o pseudoefedrina (PSE).

## Disputas constitucionales
Muchos de los fallos y de las declaraciones del congreso en el título 21 del Código de EE. UU. están dedicadas a establecer la constitucionalidad del estatuto. Utilizando un lenguaje similar al Artículo I, Sección 8 de la Constitución de EE. UU., el CSA cita el impacto de las infracciones de drogas intraestatales sobre el "comercio interestatal" y el "bienestar interestatal" de los estadounidenses. Sin embargo, David Boaz, director ejecutivo del Instituto Cato, dice que "La Décima Enmienda reserva a los estados o la gente todos los poderes no garantizados al gobierno federal. Al menos los defensores de la prohibición del alcohol tenían suficiente respeto por la Constitución para intentar conseguir una enmienda constitucional para imponer la Prohibición, pero el Congreso nunca preguntó a los estadounidenses el poder constitucional para imponer la prohibición de la droga".
En 2003, la Corte de Apelaciones de EE. UU. para el Noveno Circuito reguló que el CSA era ilegal ya que aplicaba el uso médico de la marihuana en el caso Raich v. Ashcroft. Sin embargo, el caso fue apelado al Tribunal Supremo por el gobierno federal y en 2005, el Supremo falló a favor del gobierno federal.